# Polacantha sinuosa
Polacantha sinuosa är en tvåvingeart som beskrevs av Martin 1975. Polacantha sinuosa ingår i släktet Polacantha och familjen rovflugor. Inga underarter finns listade i Catalogue of Life.